# Artesian
Artesian est une municipalité américaine située dans le comté de Sanborn, dans l'État du Dakota du Sud. Selon le recensement de 2010, elle compte 138 habitants. La municipalité s'étend sur 0,55 mille carré (1,42 km2).
Fondée en 1883, la localité s'appelle d'abord Diana. Elle adopte son nom actuel en référence à sa situation au centre d'un bassin artésien.

## Démographie
| 1890 | 1900 | 1910 | 1920 | 1930 | 1940 |
| ---- | ---- | ---- | ---- | ---- | ---- |
| 256  | 339  | 583  | 689  | 556  | 502  |

| 1950 | 1960 | 1970 | 1980 | 1990 | 2000 |
| ---- | ---- | ---- | ---- | ---- | ---- |
| 429  | 330  | 277  | 227  | 217  | 157  |

| 2010 | - | - | - | - | - |
| ---- | - | - | - | - | - |
| 138  | - | - | - | - | - |